# Trichomalus posticus
Trichomalus posticus är en stekelart som först beskrevs av Walker 1834.  Trichomalus posticus ingår i släktet Trichomalus och familjen puppglanssteklar. Arten är reproducerande i Sverige. Inga underarter finns listade i Catalogue of Life.